# Liste der Biografien/Lindm
Liste der Biografien |
Portal Biografien |
Personensuche
# |
A |
B |
C |
D |
E |
F |
G |
H |
I |
J |
K |
L |
M |
N |
O |
P |
Q |
R |
S |
T |
U |
V |
W |
X |
Y |
Z |
?
 
La |
Lb |
Lc |
Le |
Lg |
Lh |
Li |
Lj |
Ll |
Lm |
Lo |
Lp |
Lt |
Lu |
Lv |
Lw |
Lx |
Ly |
Lz
 
Lia |
Lib |
Lic |
Lid |
Lie |
Lif |
Lig |
Lih |
Lii |
Lij |
Lik |
Lil |
Lim |
Lin |
Lio |
Lip |
Liq |
Lir |
Lis |
Lit |
Liu |
Liv |
Liw |
Lix |
Liy |
Liz
 
Lina |
Linb |
Linc |
Lind |
Line |
Linf |
Ling |
Linh |
Lini |
Linj |
Link |
Linl |
Linn |
Lino |
Linp |
Lins |
Lint |
Linu |
Linv |
Linw |
Linx |
Liny |
Linz
 
Linda |
Lindb |
Linde |
Lindf |
Lindg |
Lindh |
Lindi |
Lindk |
Lindl |
Lindm |
Lindn |
Lindo |
Lindp |
Lindq |
Lindr |
Linds |
Lindt |
Lindu |
Lindv |
Lindw |
Lindz
Die Liste der Biografien führt alle Personen auf, die in der deutschsprachigen Wikipedia einen Artikel haben. Dieses ist eine Teilliste mit 17 Einträgen von Personen, deren Namen mit den Buchstaben „Lindm“ beginnt.

## Lindm

### Lindma
- Lindmaa, Meelis (* 1970), estnischer Fußballspieler
- Lindman, Åke (1928–2009), finnischer Fußballspieler und später Regisseur und Schauspieler
- Lindman, Arvid (1862–1936), schwedischer Politiker, Mitglied des Riksdag und Ministerpräsident
- Lindman, Bo (1899–1992), schwedischer Moderner Fünfkämpfer
- Lindman, Carl Axel Magnus (1856–1928), schwedischer Botaniker
- Lindman, Sven (* 1942), schwedischer Fußballspieler
- Lindmark, Edmund (1894–1968), schwedischer Turner und Wasserspringer
- Lindmark, Mats (* 1974), deutsch-schwedischer Eishockeyspieler
- Lindmark, Peter (* 1956), schwedischer Eishockeytorwart
- Lindmayer, Rudolf (1882–1957), österreichischer Ringer
- Lindmayr, Maria Anna (1657–1726), deutsche Karmelitin und Mystikerin
- Lindmayr-Brandl, Andrea (* 1960), österreichische Musikwissenschaftlerin

### Lindme
- Lindmeier, Anke M., deutsche Mathematikdidaktikerin
- Lindmeier, Bettina (* 1967), deutsche Hochschullehrerin, Sonderpädagogin
- Lindmeier, Christian (* 1961), deutscher Sonderpädagoge

### Lindmo
- Lindmo, Anne (* 1970), norwegische Fernsehmoderatorin
- Lindmoser, Wenzel (* 2005), österreichischer Fußballspieler